# Amfídolos
Amfídolos (llatí: Amphidoli, grec antic: Ἀμφίδολοι) va ser una ciutat de la Pisàtida, a l'Èlide, que va donar nom al districte d'Amfidòlia o Amfidòlida (grec antic: Ἀμφιδολίς o Ἀμφιδολία). També era al districte la ciutat de Margana. No es coneix la seva situació exacta, però era probablement a l'oest d'Acrorea.